# Asuka (Saaremaa)
Koordinaten: 58° 34′ N, 22° 28′ O
Asuka ist ein Dorf (estnisch küla) auf der größten estnischen Insel Saaremaa. Es gehört zur Landgemeinde Saaremaa (bis 2017: Landgemeinde Leisi) im Kreis Saare.
Das Dorf hat 38 Einwohner (Stand 31. Dezember 2011). Es liegt wenige Hundert Meter landeinwärts der Nordküste der Insel Saaremaa.